# North Carolina Highway 12
Pour les articles homonymes, voir Route 12.
La North Carolina Highway 12 (NC12) est une autoroute de l'état de Caroline du Nord, qui traverse toute la côte nord-est et notamment relie les Outer Banks entre elles. C'est une route populaire pour le tourisme dans la région.